# Attila Valter
Attila Valter (Csömör, 12 de junio de 1998) es un ciclista profesional húngaro que compite en el equipo Team Visma | Lease a Bike.

## Palmarés
2019
- 1 etapa del Istrian Spring Trophy
- Campeonato de Hungría Contrarreloj
- 3.º en el Campeonato de Hungría en Ruta
- Gran Premio de Gemenc I
- 1 etapa del Tour del Porvenir[2]

2020
- 2.º en el Campeonato de Hungría Contrarreloj [3]
- Tour de Hungría, más 1 etapa

2021
- 2.º en el Campeonato de Hungría Contrarreloj

2022
- Campeonato de Hungría en Ruta

2023
- Campeonato de Hungría Contrarreloj
- Campeonato de Hungría en Ruta

2024
- 2.º en el Campeonato de Hungría Contrarreloj
- Campeonato de Hungría en Ruta

2025
- 2.º en el Campeonato de Hungría Contrarreloj

## Resultados en Grandes Vueltas y Campeonatos del Mundo
| Carrera         | Carrera         | 2018 | 2019 | 2020 | 2021 | 2022 | 2023 | 2024 |
| --------------- | --------------- | ---- | ---- | ---- | ---- | ---- | ---- | ---- |
|                 | Giro de Italia  | —    | —    | 27.º | 14.º | 35.º | —    | 22.º |
|                 | Tour de Francia | —    | —    | —    | —    | —    | —    | —    |
|                 | Vuelta a España | —    | —    | —    | —    | —    | 22.º | 25.º |
| Mundial en Ruta | Mundial en Ruta | —    | —    | 76.º | —    | 23.º | —    | 27.º |

—: no participa

Ab.: abandono

## Equipos
- Pannon Cycling Team (2018)
- CCC Development Team (2019)
- CCC Team[4] (2020)
- Groupama-FDJ[5] (2021-2022)
- Visma (2023-)
  - Team Jumbo-Visma (2023)
  - Team Visma | Lease a Bike (2024-)